# Коротковусі прямокрилі
Коротковусі прямокрилі (Caelifera) — підряд комах ряду прямокрилі.
Найбільш великою, вивченою та економічно важливою групою в складі підряду є родина саранові (Acrididae).

## Будова
Для представників підряду характерні короткі вусики (зазвичай не довші за половину тіла) і яйцеклад із 2 пар коротких рухомих копальних або ріжучих стулок. На відміну від представників підряду довговусих ніколи не мають органів слуху на колінах передніх ніг та первинного стрекотального апарату, розташованого на надкрилах; якщо ж органи слуху чи видавання звуку є, то вони розташовані інакше і не гомологічні таким, як у довговусих. Серед інших особливостей морфології — часта присутність присосок (ароліїв) між кігтиками ніг.

## Поширення
Поширені на всіх континентах, крім Антарктиди. Найбільше представників у тропіках. Характерні жителі трав'янистих екосистем, часто у тропічних лісах. Переважно споживають трави, є серйозним сільськогосподарськими шкідниками (в тому числі різноманітні види сарани); рідше харчуються відмерлими органічними частками рослинного походження. Важливі складники екосистеми.

## Надродини
- Триперстові (Tridactyloidea)
- Стрибунці (Tetrigoidea)
- Eumastacoidea
- Pneumoroidea
- Pyrgomorphoidea
- Саранові (Acridoidea)
- Tanaoceroidea
- Trigonopterygoidea

| Ентомологія | Це незавершена стаття з ентомології. Ви можете допомогти проєкту, виправивши або дописавши її. |